# Ponzone
Ponzone (piemontesiska: Ponson) är en ort och kommun i provinsen Alessandria i regionen Piemonte i Italien. Kommunen hade 1 012 invånare (2018).